# Heckler & Koch HK33
HK33 je 5,56 mm jurišna puška koju je zapadnonjemački proizvođač Heckler & Koch GmbH (H&K) razvio tijekom 1960-ih. Puška je primarno bila namijenjena izvozu. Napravljena na temelju uspješne G3 puške, tvrtka je dizajnirala cijelu obitelj pušaka. HK33 serija je doživjela vrlo dobar izvozni uspjeh, a izrađivala se pod licencijom u Francuskoj (MAS) i Turskoj (MKEK). Heckler & Koch više ne proizvodi i ne nudi na prodaju pušku HK33.

## Vanjske poveznice
- HKPRO HK33
- HKPRO HK53
- Modern Firearms